# Liste des épisodes de Steins;Gate

Cet article regroupe la liste des épisodes de la série Steins;Gate créée à la suite du succès du jeu vidéo et du manga.

## Génériques
Opening ep. 01 à 22: Hacking to the Gate- Ito Kanako (1re partie).
Opening ep. 23 et 24: Hacking to the Gate- Ito Kanako (2e partie).
Ending ep.01 à 21: Tokitsukasadoru Juuni no Meiyaku - Yui Sakakibara.
Ending ep.23: Skyclad no Kansokusha - Ito Kanako (c'est aussi le générique du jeu vidéo).

## Liste des épisodes
| No | Titre français                                | Titre japonais                             | Titre japonais                                     | Date de 1re diffusion |
| No | Titre français                                | Kanji                                      | Rōmaji                                             | Date de 1re diffusion |
| --- | --------------------------------------------- | ------------------------------------------ | -------------------------------------------------- | --------------------- |
| 1 | Prologue du commencement et de la fin         | 始まりと終わりのプロローグ                 | Hajimari to Owari no Purorōgu                      | 6 avril 2011          |
| Durant l'été 2010, Okabe Rintaro, autoproclamé savant fou, se rend à la conférence sur le voyage dans le temps du professeur Nakabashi avec son amie d'enfance Mayuri Shiina. Après avoir accusé le professeur d'avoir copié mot pour mot les paroles du professeur John Titor, ayant exposé une théorie sur le voyage dans le temps 10 ans auparavant, il sort de la salle de conférence et est abordé par une fille, Makise Kurisu, qui prétend qu'il lui a envoyé un message et qu'ils se sont déjà vus il y a 15 minutes alors qu'il ne l'a jamais rencontrée. Plus tard, alors qu'il la retrouve morte, un étrange phénomène se produit et des évènements qui auraient dû se produire, puisqu'il y avait assisté, n'ont pas lieu. Okabe se rend compte qu'il est le seul à se rappeler les évènements. On le retrouve plus tard dans son laboratoire/appartement présentant les 3 membres de son laboratoire, lui-même Mayuri et Daru, et faisant une expériences avec une banane qui se gélifie pour une raison qu'il ignore. Alors qu'il découvre que la conférence n'a théoriquement pas eu lieu et que le message qu'il avait envoyé à son ami Daru durant celle-ci a été envoyé dans le passé, il fait une découverte encore plus extraordinaire : Makise Kurisu est encore en vie. |                                               |                                            |                                                    |                       |
| 2 | Paranoïa du voyage dans le temps              | 時間跳躍のパラノイア                       | Jikan Chōyaku no Paranoia                          | 13 avril 2011         |
| Après le choc de ses découvertes, Okabe s'invite à la conférence, ayant pour but de démontrer l'impossibilité à voyager dans le temps, de Kurisu qui se fait une joie de l'humilier. Après cette humiliation, il se rend au temple, appelé par Mayuri, où habite son ami Rukako Urushibara, un garçon androgyne, et rentre chez lui. En arrivant, il rencontre Amane Suzuha le nouveau Baito de son propriétaire, Mr Braun. Durant son enquête pour comprendre ce qu'il s'est passé, il se rend compte que personne ne se souvient du professeur Titor de l'an 2000 mais que celui-ci est apparu sur un forum en ligne en 2010. Le lendemain, il rencontre une étrange jeune femme, Moeka Kiryu, qui lui demande s'il sait où se trouve un vieux pc "légendaire" l'IBN 5100. Alors qu'il retente l'expérience de la banane, celle-ci se volatilise et il la retrouve attachée et gélifiée à la grappe de banane originelle. C'est à ce moment que Kurisu choisit de débarquer au laboratoire d'Okabe. |                                               |                                            |                                                    |                       |
| 3 | Paranoïa du monde parallèle                   | 並列過程のパラノイア                       | Heiretsu Katei no Paranoia                         | 20 avril 2011         |
| Okabe accepte que Kurisu étudie le Phone Microwave à condition qu'elle devienne un membre du laboratoire. Après avoir mené une autre expérience qui s'est traduit par une explosion, il découvre que le jour de la conférence Daru avait connecté son téléphone au micro-onde pendant qu'il le testait. Okabe en conclut que le micro-onde est une machine à voyager dans le temps mais Kurisu qui ne veut pas l'entendre laisse éclater sa colère. Après avoir entendu parler du Large Hadron Collider (grand collisionneur de Hadron) et de micro trous noirs, Okabe demande à Daru de pirater le SERN, une organisation effectuant des recherches sur le voyage dans le temps. Peu après, il décide de poser des questions à Titor qui lui explique ses théories et ses informations sur le SERN concernant un futur dystopique. Une fois le piratage effectué, il découvre que le SERN avait déjà effectué des expériences top secrètes à l'aide de micro trous avec pour cobaye un être humain, fin du rapport "le sujet est mort". |                                               |                                            |                                                    |                       |
| 4 | Rendez-vous des fluctuations abstraites       | 空理彷徨のランデヴー                       | Kūri Hōkō no Randevū                               | 27 avril 2011         |
| Choqué par leur découverte, Daru et Okabe tentent d'avoir plus d'informations, mais celles-ci sont cryptées dans un code que Daru n'arrive pas à déchiffrer. Titor révèle alors que pour cela ils ont besoin de l'IBN 5100, celui-là même que cherchait Moeka. Il se heurte plus tard à Kurisu toujours dans le déni de la possible existence d'une machine à voyager dans le temps, il lui parle de l'IBN et elle est intriguée après qu'un de ses contacts ait confirmé l'histoire d'Okabe. Plus tard, Mayuri apprend à Okabe que sa collègue Feyris Nyannyan sait où se trouve l'IBN. Il va donc la voir et celle-ci lui indique où il se trouve après l'avoir obligé à jouer à un jeu de Rai-Net Battler. Elle lui apprend que l'ordinateur se trouve dans le sanctuaire où habite Ruka. Le père de Ruka révèle à Okabe que la personne qui lui a donné lui a dit qu'un jour Okabe viendrait et demanderait l'IBN. Okabe, accompagné de Kurisu, emprunte le PC et le ramène au laboratoire. |                                               |                                            |                                                    |                       |
| 5 | Rendez-vous des conflits de charge électrique | 電荷衝突のランデヴー                       | Denka Shōtotsu no Randevū                          | 4 mai 2011            |
| Lorsqu'ils arrivent au laboratoire avec le pc, Suzuha réagit à la présence de Kurisu et semble prête à l'attaquer. Par la suite, lorsque Okabe sort acheter des pièces pour l'IBN, il rencontre Suzuha qui le met en garde contre Kurisu. Après avoir réussi à mettre en route le pc et décrypté les données, ils se rendent compte que le SERN n'a pas fait qu'un seul essai avec des cobayes humains, mais 14 tous soldés par un échec. Des coupures de journaux accompagnant chaque dossier fait état de cadavres gélifiés retrouvés par la police. Kurisu pense que le SERN a utilisé les recherches sur le Trou noir de Kerr et explique à Mayuri que les corps ont été retrouvés gélifiés car la matière ne peut pas passer à travers une fente dans l'espace-temps inférieur à la taille de la matière elle-même, la compressant et l'écrasant à l'échelle moléculaire. Encore plus choqué, il promet d'améliorer sa machine à voyager dans le temps avant le SERN. |                                               |                                            |                                                    |                       |
| 6 | Les divergences sur l'effet papillon          | 蝶翼のダイバージェンス                     | Chōyoku no Daibājensu                              | 11 mai 2011           |
| Après avoir surnommé les messages envoyés vers le passé “D-mail”, le groupe effectue plusieurs expériences afin d’en déduire leurs règles et leurs limites. Ils apprennent ainsi dans quelles conditions horaires ils peuvent en envoyer mais aussi la quantité d’informations qu’ils peuvent envoyer. Enfin, ils découvrent jusqu’à quel point dans le passé un D-mail peut être envoyé. Le jour suivant, Moeka vient visiter le laboratoire pour observer l’IBN 5100 et espère l’emprunter à Okabe. Ce dernier essaye de cacher la vraie nature des expérimentations mais échoue. De ce fait, Moeka devient « Lab member 005 ». |                                               |                                            |                                                    |                       |
| 7 | Singularité de divergence                     | 断層のダイバージェンス                     | Dansō no Daibājensu                                | 18 mai 2011           |
| Daru ayant mis à jour le Phone Microwave, Okabe décide de réaliser une expérience qui a pour but de changer l’Histoire. Cette expérience consiste à s’envoyer dans le passé les numéros gagnants de la loterie. Le D-mail envoyé, Okabe éprouva alors la même sensation que celle qu’il a ressentie après le crash du satellite. En découvrant que personne d’autre que lui n’était au courant que l’expérience avait eu lieu, il en déduit alors que le D-mail avait effectivement changé le passé : Ruka avait acheté un billet de loterie, sur ordre d’Okabe. (Néanmoins, Ruka a mal recopié les chiffres et n’a donc pas gagné le gros lot) Après une brève rencontre avec Suzuha, Okabe en déduit qu’un changement de ligne d’univers a eu lieu quand le D-mail a été envoyé. Cependant, Okabe est le seul à se rappeler l’expérience. Pourtant, celle-ci a eu lieu dans une ligne de temps différente. Le scientifique contacte alors John Titor, qui lui dit qu’il a un pouvoir hors du commun, qui lui permettrait de mener le monde au-delà de la barrière de la divergence à 1% et donc, d’empêcher un futur dystopique de se produire. |                                               |                                            |                                                    |                       |
| 8 | L'homéostasie des rêves                       | 夢幻のホメオスタシス                       | Mugen no Homeosutashisu                            | 25 mai 2011           |
| Okabe explique la nature du changement de ligne d’univers à Daru et à Kurise et leur avoue qu’il est le seul être au monde à pouvoir se rappeler les changements sur une ligne du temps. Rintaro décide de reprendre ses expériences en demandant à Kurisu d’envoyer un D-mail. Néanmoins, Moeka désire en envoyer un à la place de Kurisu. Une fois le mail envoyé, Okabe change de Timeline, l’envoyant dans un monde où personne ne se souvient de Moeka. Le jour suivant, Ruka vient au laboratoire, demandant à envoyer un D-mail afin d’être une fille plutôt qu’un garçon. En effet, elle explique qu’une croyance dit que le régime alimentaire d’une femme enceinte pourrait influer sur le sexe de l’enfant à venir. Le groupe décide donc d’envoyer un D-mail sur le pager de la mère de Ruka (ancien appareil électronique permettant d’envoyer et de lire des messages via des ondes radio, populaire dans les 80, ce système est aujourd’hui désuet, rendu obsolète par les SMS). Ce D-mail envoie Okabe sur une autre ligne d’univers. Toutefois, ce dernier ne remarque aucune différence par rapport à la ligne d’univers précédente et se demande donc quel changement a eu lieu. |                                               |                                            |                                                    |                       |
| 9 | L'homéostasie des illusions                   | 幻相のホメオスタシス                       | Gensō no Homeosutashisu                            | 1er juin 2011         |
| L’épisode commence par la découverte du Phone Microwave par Faris, qui devient très vite intéressée par les possibilités offertes par la machine. Plus tard, Okabe découvre que l’IBN avait disparu du laboratoire, à cause des derniers D-mails envoyés qui ont causé un effet papillon. Voulant le retrouver, Okabe part à la recherche de Ruka, qui lui apprend que l’IBN 5100 n’est pas dans le sanctuaire. Plus tard, Okabe découvre alors qui a en sa possession l’ordinateur : Faris (de son vrai nom Rumiho Akiha) révèle que sa famille est propriétaire du quartier de Akihabara et qu’ils sont ceux qui ont fait don de l’IBN 5100. Faris leur propose alors un marché : elle leur donne des informations concernant l’ordinateur. En échange, elle demande à envoyer un D-mail. Okabe accepte bon gré mal gré et la nomme ainsi Lab Member 007. De ce D-mail est provoqué un changement de ligne d’univers, dans lequel le père de Faris n’a plus l’IBN 5100 et dans lequel Akihabara n’a jamais été un quartier porté sur la culture moe et dans lequel tout a été changé. L’épisode se conclut donc sur un Rintarô déboussolé, effaré de la puissance et des conséquences énormes que peut provoquer un simple D-mail : Que peut bien avoir envoyé Faris comme message pour provoquer autant de changements ? |                                               |                                            |                                                    |                       |
| 10 | L'homéostasie des compléments                 | 相生のホメオスタシス                       | Sōsei no Homeosutashisu                            | 8 juin 2011           |
| À cause de son D-mail, Faris avait empêché la culture moe d’être introduite dans le quartier d’Akihabara, changeant intégralement l’apparence de ce quartier. Okabe remarque alors que ses relations avec ses amis n’avaient pas changé à l’exception de ceci : Ruka était désormais une fille. Son D-mail avait donc bien fonctionné. Le héros apprend alors la véritable raison de la présence de Suzuha : elle était venue à Tokyo afin de trouver son père. Après l’avoir cherché en vain, elle décide de partir si elle ne le trouve pas le lendemain. Se sentant concerné par ce problème, Okabe décide donc de la nommer Lab Member 008, lui offre la possibilité d’envoyer un D-mail si jamais elle échouait dans ses recherches et l’invite au laboratoire, pour que les membres du laboratoire lui organisent une soirée d’adieux. Toutefois, Suzuha ne vient pas à la soirée et envoie un message à Okabe, pour le remercier de ce qu’il a fait pour elle. Affolé, celui-ci court à sa recherche dans la ville, sans succès. Pendant sa course, le spectateur aperçoit que le satellite a disparu, détail qu’a manqué Rintarô. L’épisode se termine avec Okabe qui s’envoie un D-mail, le prévenant de suivre Suzuha et provoque ainsi un changement de ligne d’univers où elle participe à la fête et reste à Tokyo. |                                               |                                            |                                                    |                       |
| 11 | Dogma de la frontière de l'espace-temps       | 時空境界のドグマ                           | Jikū Kyōkai no Doguma                              | 15 juin 2011          |
| Okabe découvre que le Phone Microwave ne peut fonctionner que quand l’écran plat de M. Brown, le voisin du dessous et propriétaire de l’appartement d’Okabe fonctionne, ce qui explique donc les horaires spécifiques pour l’envoi de D-mails. Kurisu apprenant cela, elle en déduit alors qu’il serait donc possible de réaliser un « saut temporel ». Cela consiste en une chose : la mémoire d’un individu peut être numérisée et donc envoyée via un programme informatique à une version antérieure d’un individu. Il n’y a donc pas de transport de matière, mais le cerveau de la personne dans le passé « s’actualise » avec les informations contenues dans son homologue du futur. Cette méthode est beaucoup plus fiable que le D-mail car elle ne suit pas la « théorie du chaos » d’Okabe qui est une variante de l’effet papillon ; l’envoyeur du saut temporel peut garder le contrôle de la situation là où le D-mail est assez aléatoire. Kurisu réalisant cet exploit scientifique, elle se confie à Okabe et lui avoue qu’elle représente un rival pour son père, lui aussi scientifique. En effet, celle-ci est exceptionnellement douée dans le domaine des sciences et son père la voit ainsi comme une menace pour sa carrière. Enfin, la conclusion de l’épisode est amenée par Daru qui informe l’équipe du laboratoire que leur installation informatique a été connectée au réseau du SERN à leur insu. |                                               |                                            |                                                    |                       |
| 12 | Dogma dans l'ergosphère                       | 静止限界のドグマ                           | Seishi Genkai no Doguma                            | 22 juin 2011          |
| Le laboratoire étant maintenant connecté à ceux du SERN, Kurisu réussit l’exploit de compresser la mémoire d’une personne dans la taille d’un D-mail grâce au GCH (Grand Collisionneur de Hadrons). Toutefois, Okabe étant traumatisé des messages de menace de mort qu’il reçoit depuis quelque temps, refuse d'utiliser la machine à saut temporel et veut rendre leur découverte publique. Pendant une soirée au laboratoire, une alerte à la bombe est retransmise à la télévision. À la suite de cela, Suzuha s’enfuit du laboratoire à toute vitesse. Étrangement, la montre de Mayuri s’arrête sans aucune raison. Une troupe armée entre alors avec fracas dans le laboratoire. À la grande surprise des protagonistes, le groupe d’assaillants est dirigé par Moeka, qui se révèle être un espion du SERN. En position de force, elle ordonne à Okabe, Kurisu et Daru de la suivre contre leur gré. Jugeant Mayuri inutile, elle décide alors de la tuer d’un tir dans la tête, sous les yeux désespérés d’Okabe. |                                               |                                            |                                                    |                       |
| 13 | Nécrose métaphysique                          | 形而上のネクローシス                       | Keijijō no Nekurōshisu                             | 29 juin 2011          |
| Alors qu'il vient de voir Mayuri se faire tuer sous ses yeux, impuissant, Kurisu lui dit de remonter dans le temps pour la sauver. Le casque fonctionne et Okabe tente de sauver Mayuri en vain. Alors il recommence et retourne dans le passé, mais qu'importe le nombre de fois qu'il remonte le temps l'issue reste toujours inchangée plongeant Okabe dans un profond anéantissement. |                                               |                                            |                                                    |                       |
| 14 | Nécrose physique                              | 形而下のネクローシス                       | Keijika no Nekurōshisu                             | 6 juillet 2011        |
| Cette suite d’échecs pour sauver Mayuri pousse Okabe au désespoir. Kurisu, remarquant sa tristesse, essaye de le réconforter et celui-ci, au fond du gouffre, lui révèle l’intégralité des évènements. Kurisu essaye alors de l’aider en lui donnant des conseils pour que son homologue du passé se montre coopérative envers lui, malgré l’invraisemblance de la situation. Tentant un énième saut temporel, Okabe rencontre Suzuha, qui lui explique qu’il lui est impossible de sauver Mayuri dans cette ligne d’univers. Il lui faut atteindre une ligne d’univers où la barrière de la divergence à 1% est dépassée, qui est nommée ligne d’univers béta. Suzuha les emmène alors tous les deux sur le mystérieux lieu du crash du satellite, qui se révèle être une machine à remonter dans le temps et leur apprend ainsi sa véritable identité : Suzuha est la personne qui se fait appeler John Titor sur Internet et vient de l’année 2036. |                                               |                                            |                                                    |                       |
| 15 | Nécrose de liens manquants                    | 亡環上のネクローシス                       | Bōkanjō no Nekurōshisu                             | 13 juillet 2011       |
| Grâce aux révélations de Suzuha, Okabe et Kurisu apprennent que dans le futur, le SERN a été capable de réaliser une machine temporelle afin de créer un monde totalitaire en 2036. Suzuha a donc utilisé une machine à remonter dans le temps, afin d’acquérir un IBN 5100 en 1975, une époque où l’IBN 5100 est facile à trouver. Mais avant cela, elle a fait un arrêt en 2010, à l’époque des évènements de la série, afin de retrouver son père. Elle se rend compte que sa machine à remonter dans le temps est hors-service, à cause de la tempête qu’il y a eu le soir où Okabe l’a empêchée de partir. Okabe demande donc à Daru de la réparer pour elle. Okabe réalise alors un saut temporel deux jours avant l’accomplissement de leur invention, pour réunir les membres du laboratoire et leur expliquer la situation. Pendant ce temps, Mayuri propose d’aider Suzuha dans la recherche de son père, en partant du seul indice qu’elle a sur l’identité de son père : un badge. Suzuha donne à Okabe un objet très précieux et important pour lui : un divergence-mètre, qui indique la valeur de la divergence sur la ligne d’univers sur laquelle on se trouve. |                                               |                                            |                                                    |                       |
| 16 | Nécrose sacrificielle                         | 不可逆のネクローシス                       | Fukagyaku no Nekurōshisu                           | 20 juillet 2011       |
| Ne trouvant aucune information sur le père de Suzuha grâce au badge, Okabe décide de faire un saut temporal afin de le rencontrer au moment où il a acheté le badge. Le client se révèle être Daru, qui voulait acheter un badge à Suzuha pour la remotiver. Indice de plus, la machine de Suzuha est un Lab Gadget. Mayuri en déduit donc que Daru est le père de Suzuha. La machine à remonter le temps de Suzuha étant réparée, Daru apprend à l’équipe que cette machine ne peut qu’aller dans le passé. Le départ de Suzuha sonne donc comme un adieu. Malgré ce voyage, Okabe remarque après son départ que le divergence-mètre n’a pas changé. Quelques heures plus tard, Mr. Braun leur donne une lettre de Suzuha, de l’année 2000, qui contient ses derniers mots avant son suicide : la mission de Suzuha a été un échec cuisant. Elle a perdu la mémoire en voyageant jusqu’en 1975 à cause des dégâts de la machine et n’a recouvré la mémoire qu’après 24 ans. La mémoire retrouvée, inondée de désespoir, la jeune fille a alors décidé de mettre fin à ses jours. Okabe se sentant responsable de sa mort, s’envoie un D-mail pour ne pas suivre Suzuha, afin qu’elle utilise sa machine avant qu’elle ne soit endommagée à cause de l’orage. Retrouvant Mr. Braun dans la nouvelle ligne d’univers, Okabe apprend que Suzuha est morte de maladie, laissant à la postérité le divergence-mètre. Grâce à tous ces changements, Okabe découvre alors que Mayuri ne décèdera pas sur cette ligne d’univers, sa mission est accomplie. |                                               |                                            |                                                    |                       |
| 17 | Made in complex                               | 虚像歪曲のコンプレックス                   | Kyozō Waikyoku no Konpurekkusu                     | 27 juillet 2011       |
| Malgré le changement de divergence, Mayuri se fait tout de même tuer, bien qu'un jour après. Kurisu propose la théorie que l'annulation du D-mail qui disait de ne pas suivre Suzuha a retardé l'attaque, les renvoyant à la première ligne parallèle avant la modification. Okabe se met donc en tête d'annuler tous les D-mail pour retrouver IBN 5100. Cependant il lui manque le contenu du D-mail de Feyris, alors qu'il va la voir pour s'en enquérir il se retrouve poursuivi avec elle par ses adversaires de jeu, mauvais perdant. Pendant les rares moment de répit il lui explique la situation l'amenant jusqu'à l'ancien emplacement du Mayqueen. Curieusement elle retrouve les souvenirs d'avant la modification mais bien qu'il lui explique que Mayuri risque de mourir elle refuse catégoriquement d'annuler son D-mail. Elle lui explique alors, le cœur gros, qu'elle a utilisé le message pour ressusciter son père. Alors que leurs poursuivants les ont retrouvés Okabe protège Feyris jusqu'à ce que le père de cette dernière arrive. Plus tard le père de Feyris explique qu'il a dû vendre l'IBN 5100 pour payer la rançon de sa fille. Feyris vient le voir ensuite pour lui dire qu'elle accepte de remonter dans le temps lui demandant si les bons moments passés avec lui et son père lui resteront en mémoire. Cependant, même après l'annulation du D-mail de Feyris, l'IBN reste encore hors d'atteinte. |                                               |                                            |                                                    |                       |
| 18 | Androgénie fractale                           | 自己相似のアンドロギュノス                 | Jiko Sōji no Andorogyunosu                         | 3 août 2011           |
| Okabe demande à Ruka le numéro du biper de sa mère lui expliquant qu'avant elle était un garçon. Ruka accepte à condition qu'il sorte avec elle. Il accepte et le lendemain sort avec elle en smoking, mais tous les deux ont du mal à se parler. Vers la fin du rendez-vous elle lui rappelle leur première rencontre où il avait dit qu'il s'en fichait qu'elle soit un garçon ou une fille. Une fois rentré au laboratoire, Mayuri qui avait aperçut Ruka en rendez-vous avec quelqu'un le dit au membre du laboratoire qui lui répondent que c'était Okabe. Elle dément, prétendant qu'Okabe ne quitte jamais sa blouse, alors que ses camarades vont protester Okabe appuie Mayuri et dit que le rendez-vous n'est pas fini. Il retourne voir Ruka, en blouse, et celle-ci surprise lui demande de se souvenir du temps où elle a été une fille, ce à quoi il répond qu'importe son sexe elle restera toujours son "élève". Okabe annule le D-mail. |                                               |                                            |                                                    |                       |
| 19 | Apoptose sans fin                             | 無限連鎖のアポトーシス                     | Mugen Rensa no Apotōshisu                          | 10 août 2011          |
| Comme Kurisu propose à Mayuri de l’accompagner à la convention, Okabe fonce vers l’appartement de Moeka, où il découvre avec horreur qu’elle vient de suicider. Il réalise alors un saut temporel, afin d’empêcher son suicide. Il la découvre dans son appartement, déboussolée, perdue à cause du fait qu’elle ne soit plus contactée par FB, la personne qui lui a ordonné de retrouver l’IBN 5100. Après de nombreux échecs d’envoi de D-mail avec le téléphone de Moeka, il ne reste alors qu’une seule solution à Okabe : envoyer un D-mail avec le téléphone de FB. Moeka, se sentant trahie par FB, lui révèle alors la cachette du fameux ordinateur. |                                               |                                            |                                                    |                       |
| 20 | Finalisation de l'apoptose                    | 怨嗟断絶のアポトーシス                     | Ensa Danzetsu no Apotōshisu                        | 17 août 2011          |
| Bien qu’Okabe sache où se trouve l’IBN 5100, Kurisu lui propose de trouver FB, en suivant le trajet de l’ordinateur. Accompagnés par Moeka, ils voient l’objet passer entre de nombreuses personnes dont Mr. Braun, avant de finir dans un avion en direction des laboratoires du SERN. Nos trois protagonistes se retrouvent alors face à Mr. Braun, qui leur révèle être FB (initiales de Ferdinand Braun, inventeur de la télévision cathodique), tâche qu’il a été obligé d’accomplir afin de sauver sa fille, à la suite de quoi il se suicide en emportant Moeka avec lui dans la mort. Okabe change alors encore une fois de ligne d’univers, grâce au portable de Mr. Braun, ligne dans laquelle Moeka et Mr. Braun sont tous les deux vivants et dans laquelle il parvient à récupérer l’IBN 5100. Néanmoins, en annulant toutes ses actions, il se rend compte qu’il est donc revenu dans la ligne d’univers du début de la saison : la ligne où Kurisu meurt devant ses yeux. |                                               |                                            |                                                    |                       |
| 21 | Effondrement du paradoxe                      | 因果律のメルト                             | Ingaritsu no Meruto                                | 24 août 2011          |
| Okabe ne voulant en aucun cas voir Kurisu disparaître, il décide d’annuler le hack du SERN. Soudain, une voiture surgit à toute vitesse, afin de tuer Mayuri, mais Okabe décide de changer le destin en se sacrifiant, afin de la sauver, dans un élan de désespoir. Malheureusement, la mort de Mayuri est immuable et elle sauve son ami au prix de sa vie. Après un saut temporel, Okabe surprend Mayuri sur la tombe de sa grand-mère, à laquelle elle confesse qu’elle fait des rêves étranges dans lesquels elle se voit mourir en boucle et elle lui confie qu’Okabe paraît subir une souffrance insoutenable. |                                               |                                            |                                                    |                       |
| 22 | Effondrement de l'être                        | 存在了解のメルト                           | Sonzai Ryōkai no Meruto                            | 31 août 2011          |
| Kurisu révèle à Okabe qu’il lui arrive souvent de rêver de sa propre mort et des nombreuses tentatives d’Okabe pour sauver Mayuri. Elle lui confie alors qu’elle préfère se sacrifier afin de laisser la vie sauve à Mayuri. Cela a l’effet d’une bombe dans le cœur d’Okabe qui se rue pour effectuer un saut temporel, empêché au dernier moment par son assistante. Kurisu l’avertit que voir Mayuri mourir encore et encore le tue lui-même à petit feu. Okabe, touché par l’attention que lui porte Kurisu, lui déclare sa flamme. Les deux protagonistes s’échangent alors un baiser d’amour. Le lendemain, Kurisu prépare son retour aux États-Unis pendant qu’Okabe et les autres effacent leurs données sur le réseau du SERN, ce qui a pour effet de changer de ligne d’univers. Après s’être débarrassé du Phone Microwave, Okabe reçoit un appel de Suzuha qui lui demande son aide afin d’empêcher la troisième guerre mondiale de se produire. |                                               |                                            |                                                    |                       |
| 23 | Ouvrir le Steins;Gate                         | 境界面上のシュタインズゲート               | Kyōkaimenjō no Shutainzu Gēto                      | 7 septembre 2011      |
| Suzuha explique sa mission : elle doit empêcher la mort de Kurisu et ainsi entrer dans la ligne d’univers nommée Steins Gate, dans laquelle la 3e guerre mondiale n’existe pas. Elle et Okabe effectuent alors un saut temporel, juste avant la mort de Kurisu. Celui-ci se cache alors dans la pièce où le meurtre va avoir lieu. Kurisu y rencontre son père, qui veut lui voler sa théorie sur le voyage temporel. Malheureusement, Okabe échoue à sa mission et tue son assistante de ses mains. Suzuha et lui reviennent alors à son époque, où cette dernière lui apprend que cela faisait partie du plan : elle lui montre alors une vidéo d’une version future de lui-même qui lui explique qu’il ne peut réussir sa mission qu’en faisant croire à sa version passée que Kurisu est effectivement morte. |                                               |                                            |                                                    |                       |
| 24 | Point d'achèvement                            | 終わりと始まりのプロローグ                 | Owari to Hajimari no Purorōgu                      | 14 septembre 2011     |
| Rintaro et Suzuha décident de revenir au jour de l'assassinat de Kurisu, après avoir récupéré l'épée lumineuse du labo, afin d'utiliser son liquide rouge comme substitut au sang de Kurisu. Rintaro récupère le Oopa métallique destiné à Mayuri, car ce jouet, qu'elle avait perdu une première fois, est censé empêcher l'article de brûler dans l'incendie de l'avion que Nakabachi empruntera pour la Russie, ce qui déclenchera la suite d'événements menant à la dystopie. Au moment de sauver Kurisu, Rintaro découvre que le liquide du gadget a séché, et décide donc de provoquer Nakabachi pour qu'il le poignarde. Ce dernier, effrayé, fuit avec l'article de sa fille. Après avoir assommé Kurisu avec un taser, Rintaro utilise son propre sang pour reproduire la scène qu'il avait déjà vue auparavant, trompant ainsi son double du passé et l'envoyant dans son périple temporel. Alors que Rintaro retourne dans le présent, Suzuha le remercie avant de disparaître, vu qu'elle n'existe pas encore dans la ligne temporelle Steins Gate. Après avoir récupéré de ses blessures, Rintaro fait fabriquer des badges pour chaque membre du labo qu'il avait recruté dans les autres lignes temporelles, tout en en gardant un pour Suzuha qui naîtra dans 7 ans. En marchant dans les rues d'Akihabara, Rintaro croise Kurisu par hasard, et semble également avoir gardé des souvenirs des autres lignes temporelles. |                                               |                                            |                                                    |                       |
| 25 (OVA) | Fugue égoïste                                 | 横行跋扈のポリオマニア                     | Ōkō Bakko no Poriomania                            | 22 février 2012       |
| Okabe est seul sur une route au milieu du désert. Il parle au téléphone est annonce que tout a commencé il y deux semaines. Deux semaines plus tôt : Mayuri, Ruka, Okabe et Daru se rendent à LA pour rejoindre Kurisu et Faris. Malgré quelques problèmes entre Okabe et les services de police, ils (tous sauf Faris) réussissent à trouver et Motel pour dormir. Okabe et Kurisu auront une discussion au cours de la nuit concernant les rêves de cette dernière par rapport aux différentes lignes d'univers. Le lendemain, alors que Kurisu et Mayuri travaillent au restaurant de Faris pour payer les billets d'avion retour de nos quatre protagonistes, Okabe voit la silhouette et la chevelure d'une femme semblable à Suzuha, il part la poursuivre à travers la route 66. Au niveau d'un "Drive In", la femme et Okabe discutent, il s'agit de Yuki Amane la future femme de Daru et mère de Suzuha. Pendant ce temps, Kurisu part à la recherche d'Okabe pensant qu'il est parti par sa faute. Okabe rentre seul et à pied le long de la route 66, essoufflé, sans batterie de téléphone. À bout de force il tombe et dit regretter ne pas avoir tout dit à Kurisu, qui apparaît à ce moment. Sa voiture est à court d'essence et son téléphone n'a plus de batterie non plus. Okabe avoue ses sentiments à Kurisu dans une scène très romantique. |                                               |                                            |                                                    |                       |
| 23 β | Ouvrir le lien manquant -Divide By Zero-      | 境界面上のミッシングリンク-Divide By Zero- | Kyōkaimen jō no misshingu rinku - Divide By Zero - | 3 décembre 2015       |
| Okabe ne parvient pas à sauver Kurisu, il se souvient alors de toutes ses tentatives vaines de sauver Mayuri et abandonne. Il abandonne également toutes expériences scientifiques, ne retourne plus au labo, et se débarrasse de sa blouse pour des vêtements sombres mais soignés. Il poursuit ses études lorsque Mayuri lui fait remarquer qu'elle est heureuse de le voir enfin heureux. Elle lui demande de revenir au labo car il est vide et silencieux. [Générique] À la fin du générique le visage de Kurisu (qui apparaît violet) se colore et apparaît à la télévision. Okabe la remarque et est atteint d'un fort sentiment, mêlant probablement peur, remords et tristesse. |                                               |                                            |                                                    |                       |